# Synthymia exsiccata
Synthymia exsiccata är en fjärilsart som beskrevs av W. Warren och Rothschild 1905. Synthymia exsiccata ingår i släktet Synthymia och familjen nattflyn. Inga underarter finns listade i Catalogue of Life.